# 파이니 윈스턴
피어몬트 파이니 윈스턴 (Piermont Piney Winston)은 미국 FX Networks 드라마 썬즈 오브 아나키에 등장하는 등장인물이다.
샘크로의 공동 설립자 중 한사람이며 차밍타운 샘크로 조직원 해리 오피 윈스턴의 친부이다. 시즌 4에서 또다른 공동 설립자 클라렌스 클레이 모로우에 의해 살해당한다.